# Lena Sisula-Tulokas
Lena Margareta Sisula-Tulokas, född 15 november 1945 i Helsingfors, är en finländsk jurist. 
Sisula-Tulokas blev juris doktor 1985, var biträdande professor i sjörätt vid Åbo Akademi och professor i handelsrätt vid Helsingfors finska handelshögskola 1987–1998 samt professor i civilrätt vid Helsingfors universitet från 1998. För sin uppmärksammade avhandling Dröjsmålsskador vid passagerartransport (1985) tilldelades hon statsrådet Mauritz Hallbergs pris av Svenska Litteratursällskapet i Finland. Bland hennes övriga arbeten märks Felpåföljden prisavdrag (1990), Transporträttens grunder (1992) och Sveda, värk och annat lidande (1995), en skadeståndsrättslig studie. Hon blev hedersdoktor vid universitetet i Oslo 2014. Sedan 2001 är hon ledamot av Finska Vetenskapsakademien.